# بيرت آدامز
بيرت آدامز (بالإنجليزية: Bert Adams)‏ هو سياسي أمريكي، ولد في 23 أكتوبر 1916 في ديرايدر في الولايات المتحدة، وتوفي في 3 فبراير 2003. حزبياً، نشط في الحزب الديمقراطي. وقد انتخب عضو مجلس نواب لويزيانا.